# Phiên mã nhân thực

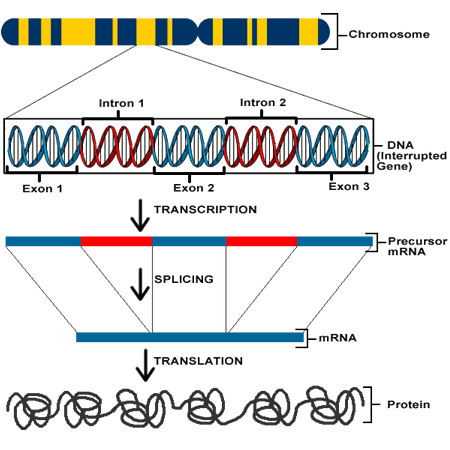
Hình 1: Sơ đồ tóm tắt tổng hợp mRNA ở nhân thực. Một lô-cut gen ở nhiễm sắc thể (màu vàng) là một đoạn DNA gồm nhiều đoạn mã hoá (intrôn)

Phiên mã nhân thực là quá trình tổng hợp RNA ở sinh vật nhân thực.
Khái niệm này dịch từ thuật ngữ tiếng Anh: eukaryotic transcription (phiên âm Quốc tế: /juːˈkærioʊt trænˈskrɪpʃən/) dùng để chỉ sự tổng hợp RNA dựa trên khuôn mẫu của DNA, diễn ra trong tế bào của sinh vật có nhân hoàn chỉnh hay sinh vật nhân thực (eukaryotes).,  Đây là tên gọi tắt, thường dùng cho quá trình phiên mã xảy ra ở nhóm các sinh vật nhân thực.
Vì những sinh vật nhân thực (gồm cả con người) có tế bào với nhân hoàn chỉnh, được bao bọc bởi màng nhân, tế bào lại được chuyên hoá cao, nên quá trình này phức tạp hơn hẳn phiên mã ở nhân sơ (xem ở trang Phiên mã). Thêm vào đó, phiên mã diễn ra trên DNA khuôn, mà DNA này lại nằm trong bào quan đặc biệt gọi là nhiễm sắc thể có cấu trúc phức tạp, nên quá trình chỉ diễn ra khi trước đó (vào giai đoạn chuẩn bị) có sự tháo xoắn nhiễm sắc thể, tháo xoắn DNA và dãn xoắn-tách mạch gen khuôn mẫu, nghĩa là liên quan cả đến điều hoà gen. Ngoài ra, sau khi RNA đã được tổng hợp ra thì còn phải qua quá trình chế biến mới thành sản phẩm có chức năng sinh học hoàn chỉnh.

## Tổng quan
- Phiên mã (transcription) về bản chất là quá trình tổng hợp RNA từ mạch khuôn của gen. Trong quá trình này, chuỗi pôlyđêôxyribônuclêic của gen trên DNA được làm khuôn, để tổng hợp nên chuỗi mới, nhưng lại là chuỗi pôlyribônuclêic của RNA. Vì gen là đoạn xác định của DNA có 2 mạch, nhưng chỉ 1 mạch cố định được chọn làm khuôn để tạo ra phân tử RNA, còn mạch kia là mạch không phải khuôn, nên mạch làm khuôn được gọi là mạch mã gốc.[6] Trong Di truyền học phân tử, mạch mã gốc này là mạch đối nghĩa.[7], [8].  Phân tử RNA được tổng hợp có trình tự các ribônuclêôtit  bổ sung cho trình tự đêôxyribônuclêôtit ở mạch đối nghĩa của gen theo nguyên tắc bổ sung, do đó trực tiếp mang các bộ ba mã di truyền, hay sách Việt Nam thường gọi là các côđon.
- Quá trình này diễn ra trong nhân của tế bào và tiến hành qua ba giai đoạn tuần tự tương tự như phiên mã nhân sơ: bắt đầu, kéo dài và kết thúc (xem ở trang phiên mã). Tuy nhiên, hệ thống các yếu tố tham gia phiên mã rất nhiều và phức tạp hơn hẳn ở nhân sơ.[9] Các điểm chủ yếu như sau.

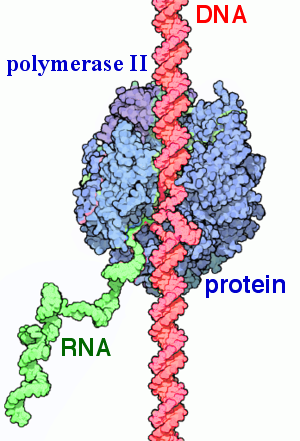
Hình 2: Sơ đồ tập hợp các yếu tố phiên mã của Pol II, trong đó phức hợp trợ giúp gọi chung là Protein (màu xanh lơ).

- Vì phiên mã diễn ra trong nhân, mà nhân có màng bao bọc, nên phiên mã không thể diễn ra đồng thời cùng với dịch mã như ở nhân sơ.
- Ở vi khuẩn (nhân sơ), phiên mã của tất cả các loại gen tạo ra nhiều loại RNA khác nhau hầu như chỉ được xúc tác bởi một loại RNA pôlymêraza;[3] còn ở nhân thực, có ít nhất ba loại RNA pôlymêraza khác nhau, gọi tắt là Pol I, Pol II và Pol III trong tổng hợp các loại chủ yếu là mRNA, tRNA và rRNA, chưa kể nhiều loại RNA khác nữa (xem ở trang Danh sách RNA).

•     Pol I (RNA pôlymêraza 1) xúc tác phiên mã của tất cả các gen mã hoá RNA ribôxôm (rRNA) ngoại trừ 5S. Những gen rRNA này được tổ chức thành một đơn vị phiên mã duy nhất và được phiên thành một dãy liên tục. Phân tử sơ khai  sau đó được xử lý thành ba loại: 18S, 5,8S và 28S. Sự phiên mã gen rRNA diễn ra trong hạch nhân (nucleolus hay nhân con) từ đó kết hợp với các prôtêin để hình thành các ribôxôm., 
•     Pol II (RNA pôlymêraza 2 - hình 2) có vai trò chính trong xúc tác phiên mã hàng ngàn gen mã hóa prôtêin thành RNA thông tin.
•     Pol III (RNA pôlymêraza 3) xúc tác phiên mã một số lượng nhất định các gen mã hóa RNA vận chuyển (tRNA). Pol III còn xúc tác tổng hợp RNA không mã hóa kích thước nhỏ khác như rRNA 5S, SNRNA, SRP RNA, RNA ribonuclease.
- Quá trình phiên mã diễn ra trong nhân tế bào, tạo ra các RNA sơ khai hoặc cũng gọi là tiền RNA (pre RNA). Sau đó,  các RNA sơ khai này phải trải qua giai đoạn chế biến (processing) ở trong nhân,  tạo nên RNA trưởng thành, rồi mới được "xuất khẩu" từ nhân sang tế bào chất để thực hiện chức năng sinh học của chúng (hình 3).
- Trong quá trình chế biến mRNA sơ khai để tạo ra RNA trưởng thành, vì gen nhân thực thuộc loại gen phân mảnh, gồm các đoạn intrôn (không có mã) xen kẽ với các đoạn êxôn (có mã), nên quá trình chế biến mRNA sơ khai còn cần cắt bỏ các đoạn không mã (intrôn) rồi phân giải chúng, đồng thời ghép nối các đoạn có mã (êxôn) lại thành cấu trúc tuyến tính hoàn chỉnh chứa các trình tự ribônuclêôtit  liên tục để dịch mã nhanh chóng và chính xác.

Hình 3: Một số kiểu phiên mã và sự "xuất khẩu" sản phẩm qua lỗ nhân.

- Tóm tắt các loại Pol như bảng sau:

| Tên                               | Sản phẩm                                                                                         |
| RNA pôlymêraza 1 (Pol I, Pol A)   | RNA ribôxôm (rRNA) lớn gồm rRNA 28S, 18S và 5,8S.                                                |
| RNA pôlymêraza 2 (Pol II, Pol B)  | RNA thông tin (mRNA), RNA nhân nhỏ (snRNA), RNA siêu nhỏ (microRNA)                              |
| RNA pôlymêraza 3 (Pol III, Pol C) | RNA vận chuyển (tRNA) và một số loại khác như rRNA 5s, srpRNA, RNA nhận dạng tín hiệu (SRP RNA). |

## Cơ chế phiên mã

### Yếu tố phiên mã
Như trên đã nói: Ở nhân sơ, phiên mã do chỉ một loại enzym đảm nhiệm gọi là RNA pôlymêraza. Enzym này có khả năng khởi động phiên mã ngay, sau khi nó gắn tại một điểm của gen gọi là vùng khởi động (promoter). Nhưng ở nhân thực, phải có thêm một bước nữa tiến hành trước, trong đó enzym này chỉ có thể gắn với promoter với sự trợ giúp của phức hợp prôtêin đặc trưng gọi là các yếu tố phiên mã hay phức hợp trợ giúp phiên mã (hình 2). Phức hợp này là một phần không thể thiếu của bộ máy phiên mã cho bất kỳ gen nào trong tế bào nhân thực. Bước chuẩn bị này là giai đoạn chuẩn bị cho khởi đầu phiên mã, nên gọi là tiền khởi đầu (pre-initiation). Chi tiết về phức hợp này xem ở trang Phức hợp tiền khởi đầu phiên mã (Transcription preinitiation complex).
- Vùng khởi động phiên mã của gen nhân thực (promoter eukaryotic) lớn hơn và phức tạp hơn nhiều so với của vi khuẩn (promoter prokaryotic) nhưng cả hai đều có một trình tự TATA... gọi tắt là hộp TATA (TATA box). Ví dụ, trong gen tổng hợp  thymidine kinase của chuột, hộp này chính xác là TATAAAA, định vị tại toạ độ -30 so với vị trí bắt đầu (+1), được đọc theo hướng 5'-3' trên mạch bổ sung (nontemplate).[14]
- Pol II - tự nó - hoàn toàn đủ khả năng để xúc tác tổng hợp RNA dựa trên khuôn DNA, nhưng nó không thể tự nhận biết trực tiếp vùng khởi động (promoter) này của gen mà nó sẽ xúc tác. Do đó, nó cần nhiều yếu tố trợ giúp, tạo thành một tập hợp các phân tử phức tạp và đặc trưng liên quan đến nhau, gọi là phức hợp khởi động phiên mã Pol II (Pol II transcription preinitiation complex - viết tắt: PIC-Pol II). Trong mỗi PIC (viết tắt từ preinitiation complex) của Pol II, có nhiều phân tử khác nhau gọi là yếu tố hay phần tử (element). Mỗi yếu tố đóng vai trò như là một vị trí gắn kết cho các thành phần cụ thể khác trong "bộ máy" phiên mã chung, chứ không phải tất cả mọi kiểu phiên mã, nên gọi là các yếu tố phiên mã chung (general transcription factors). Các yếu tố phiên mã chung này bao gồm TFIIB, TFIID, TFIIE, TFIIF và TFIIH (hình 4). Sau đây, gọi tắt Pol II transcription preinitiation complex là PIC cho đơn giản.

### Tiền khởi đầu phiên mã
- Đầu tiên, PIC được tạo ra nhờ prôtêin liên kết TATA với TBP, một tiểu đơn vị của TFIID. Liên kết này với TATA làm cho DNA bị uốn cong lại ở nơi xác định (hình 5). Tiếp theo, TFIIA rồi đến TFIIB liên kết với phức hợp DNA-TBP ở cả thượng lưu (phía trên) và hạ lưu (phía dưới) của hộp TATA. Phức hợp DNA-TBP-TFIIB hiện hữu đã có thể liên kết với Pol II, sẽ được TFIIF chuyển đến vùng khởi động. Rồi TFIIE liên kết phía sau Pol II và như một điều kiện tiên quyết cần kết nối với TFIIH. Lúc này, PIC được coi là đã được lắp ráp hoàn chỉnh.[15]
- Trong trường hợp không có hộp TATA, thì phức hợp PIC vẫn có thể bắt đầu hoạt động bằng cách gắn các tiểu đơn vị TAF của TFIID với các yếu tố khác. Trường hợp này không mô tả ở đây. Tập hợp PIC được kích hoạt trong phản ứng với chất kích hoạt gắn với yếu tố tăng cường (enhancer) giống như chuỗi hoạt hóa ở nấm men, điều này sẽ thay thế các phức hợp đồng kích hoạt (coactivator) bao gồm các chất biến đổi nhiễm sắc tử (chromatine) và yếu tố trung gian (mediator) tương tác trực tiếp với Pol II và các yếu tố phiên mã chung.[16]
- Ở trường hợp có hộp TATA, cuối giai đoạn khởi động này, thì PIC và vị trí của nó được mô tả ở hình 6.
- Tóm lại, sự lắp ráp các yếu tố phiên mã diễn ra theo các bước chung như sau:

1. TBP liên kết với hộp TATA (TBP là một tiểu đơn vị của TFIID).
2. TBP tương tác với TFIIA, nhờ đó TFIIA lắp vào vùng khởi động.
3. Xuất hiện tương tác TBP với TFIIB, nhờ đó TFIIB lắp vào vùng khởi động.
4. TFIIB tương tác với Pol II và tương tác TFIIB với TFIIF giúp cho Pol II và TFIIF vào vùng khởi động.
5. TFIIE tham gia vào phức hợp và "kết nạp" TFIIH có hoạt tính kinase, nó phôtphoryl hoá Pol II ở CTD, và hoạt động hêlicaza dãn xoắn và tách mạch gen tại vùng khởi động. Đồng thời, nó cũng "kết nạp" các prôtêin sửa chữa trong phiên mã.
6. Các tiểu đơn vị của TFIIH khởi động chức năng ATPase và hêlicaza biến đổi hình thái của gen được phiên mã thành dạng tuyến tính.
7. Tháo xoắn hoàn toàn đoạn gen sắp phiên mã, tạo thành một cấu trúc gọi là "bóng phiên mã" (hình 1).
8. Bóng phiên mã tương tác với Pol II, từ đó quá trình tổng hợp RNA bước vào giai đoạn 1 (khởi đầu).

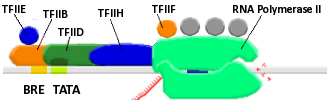
Hình 4: Sơ đồ tập hợp PIC gồm các yếu tố phiên mã chung và Pol II.
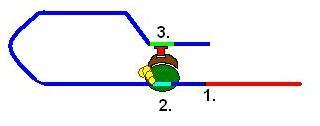
Hình 5: Mô hình đơn giản khởi đầu phiên mã nhân thực. 1 = Vị trí bắt đầu phiên mã. 2 = Hộp TATA với Pol II đã gắn với PIC. 3 = Trình tự tăng cường liên kết prôtêin kích hoạt.
Hình 6: Sơ đồ sự gắn kết của Pol II với phức hợp PIC cuối giai đoạn "khởi động" phiên mã.

### Diễn biến phiên mã

#### 1) Giai đoạn khởi đầu (initiation)
Khi "bóng phiên mã" tương tác với Pol II (bước 8 ở trên) thì cũng là giai đoạn khởi đầu phiên mã được tiến hành. Lúc này hình thành trong "bụng" của Pol II một cấu trúc "phân tử lai" tạm thời xuất hiện: DNA-RNA, từ đó các ribônuclêôtit được lắp vào khuôn theo nguyên tắc bổ sung (A-U, G-X). Rồi giai đoạn kéo dài diễn ra ngay.

#### 2) Giai đoạn kéo dài (elongation)
- Sau khi tổng hợp được một đoạn ngắn ribônuclêôtit (khoảng hơn 10 base), thì Pol II thoát khỏi vùng khởi động cũng như thoát khỏi PIC để tự phiên mã nốt đoạn còn lại của gen. Trong giai đoạn này, từ tổ hợp "phân tử lai" nói trên xuất hiện 2 sợi đi ra theo 2 kênh riêng biệt: sợi RNA ngày càng dài (hình 2), còn sợi DNA (khuôn) sẽ tái kết hợp với sợi DNA bổ sung với nó ở phía sau Pol II, đồng thời đóng xoắn lại ngay sau khi đã được Pol II "đọc" xong. Giai đoạn này nói chung tương tự như ở sinh vật nhân sơ (vi khuẩn).
- Mặc dù diễn biến chung của giai đoạn kéo dài ở nhân thực giống như ở vi khuẩn, nhưng có nhiều chiết khác biệt. Một trong các khác biệt chính  là cần có các yếu tố kéo dài (elongation factors) có vai trò kích thích sự kéo dài phiên mã, ví dụ như P-TEFb đặc biệt quan trọng. P-TEFb phôtphoryl hoá Ser-2 và kích hoạt SPT5 cũng như TAT-SF1. Trong đó, SPT5 là một yếu tố phiên mã giúp kết hợp enzym 5'-capping vào Pol II.[19]

#### 3) Giai đoạn kết thúc (termination)
- Khi Pol II trượt đến một cấu trúc gọi là yếu tố kết thúc (transcription terminator) ở cuối gen cần phiên, thì nó sẽ rời khỏi đoạn DNA khuôn mẫu này và quá trình phiên mã cho 1 gen của nó kết thúc. Mỗi lần phiên mã, Pol II chỉ phiên được 1 mRNA chứa 1 gen, khác hẳn với ở nhân sơ là mRNA nhân sơ gồm 1 bản phiên nhưng lại chứa thông tin của nhiều gen (cụm gen ở operon). Đừng nhầm yếu tố kết thúc này với bộ ba kết thúc (Stop codon) ở gen và cũng là của mRNA có cấu trúc và vai trò khác hẳn trong dịch mã.
- Xem chi tiết hơn về vấn đề này ở trang  Yếu tố kết thúc phiên mã.

Bởi vì gen cấu trúc của nhân thực gồm nhiều đoạn êxôn (có mã) lẫn với cả intrôn (không mã), nên quá trình phiên mã nhân thực kết thúc mà mới chỉ tạo ra RNA sơ khai (hay tiền RNA - primordial RNA) chưa có chức năng sinh học. Do đó, sản phẩm sơ khai này còn phải qua quá trình chế biến hay xử lý (RNA processing) mới tạo nên RNA trưởng thành.

## Chế biến RNA
Quá trình chế biến RNA được phát hiện khoảng từ năm 1977-1978. Quá trình này còn được gọi là xử lý RNA, gồm 3 biến đổi chính:
- Gắn chóp (mũ) 7-mêtyl-guanylat vào đầu 5' của RNA.
- Thêm đuôi pôlyA vào đầu 3' của RNA.
- Cắt-nối (splicing) gồm cắt bỏ intrôn (không mã), giữ lại êxôn (có mã) rồi nối liền các êxôn đã cắt với nhau theo đúng trình tự nó vốn có trên gen khuôn mẫu.[2], [3]

Xem chi tiết hơn ở trang Xử lý RNA.